# Рапсодомантія
Рапсодомантія — у стародавніх греків ворожіння на віршах «Іліади» або пізніше у стародавніх римлян — «Енеїди», причому віщу силу мав перший вірш, що попадався на очі ворожбиту, або вірш, що опинився на наперед загаданому місці поеми.
Рапсодомантія — один з видів бібліомантії, тобто ворожіння на книгах, яке в прадавні часи було поширене і у слов'ян. З цією метою користувалися найчастіше Псалтирем. Володимир Мономах говорить наступне у вступі до свого «Повчання»:
| възем Псалтырю в печали, разгнух ю, и то ми ся выня: вскую печалуеши, душе ? вскую смущаеши мя? |
Наприкінці 19 століття бібліомантії відповідало ворожіння за, так званим, «Соломоном», до якого простолюддя нерідко вдавалось у скрутних випадках.